# 五營神將

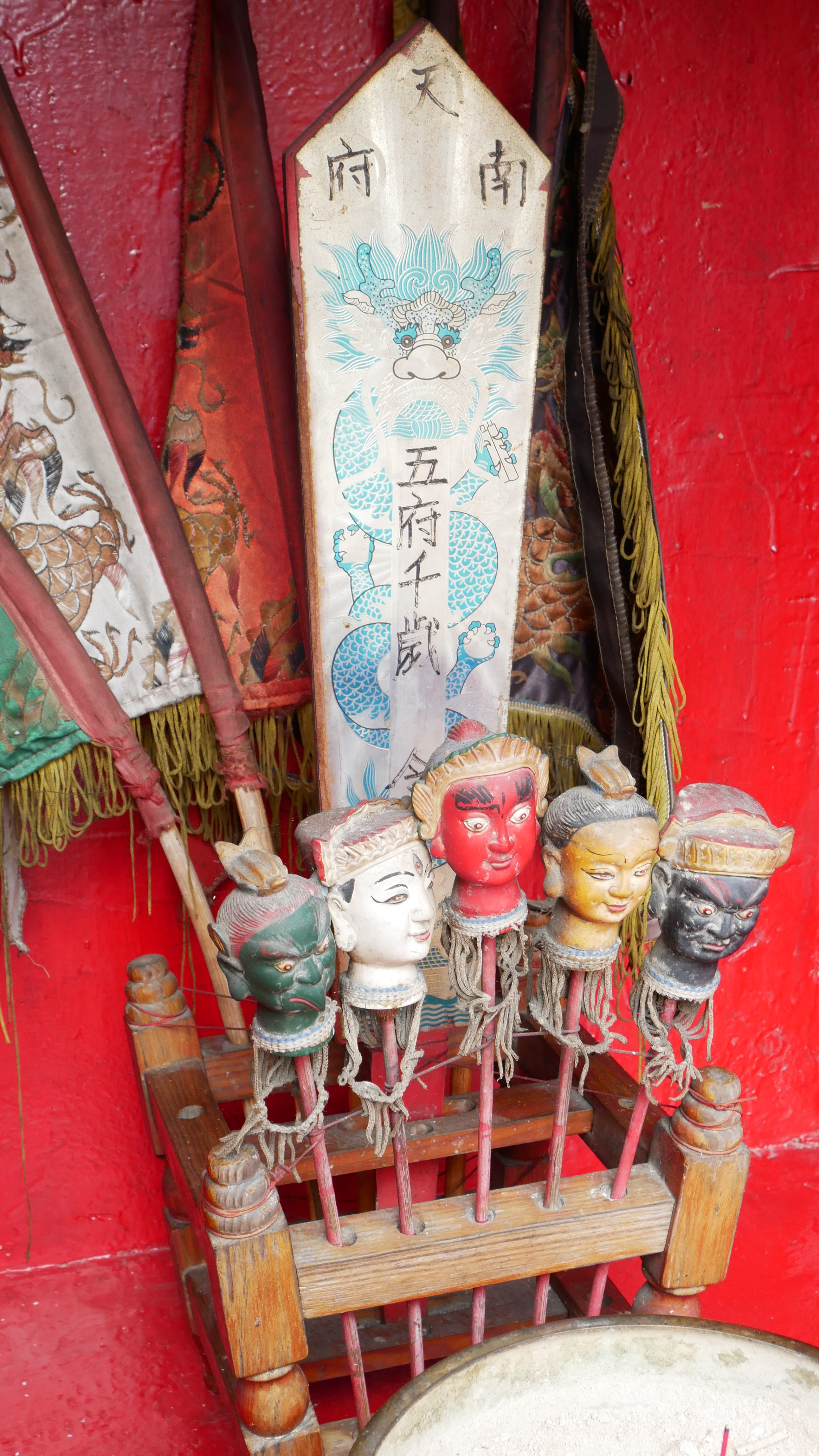
南天府五營神將（新北市鶯歌區）

五營將軍，或稱五營神將、五營元帥、五營神軍、五營兵馬、五營旗等，簡稱五營，在村落的東西南北方位建立祭祀護法神的小祠，以作為保護廟境或村莊。

## 淵源

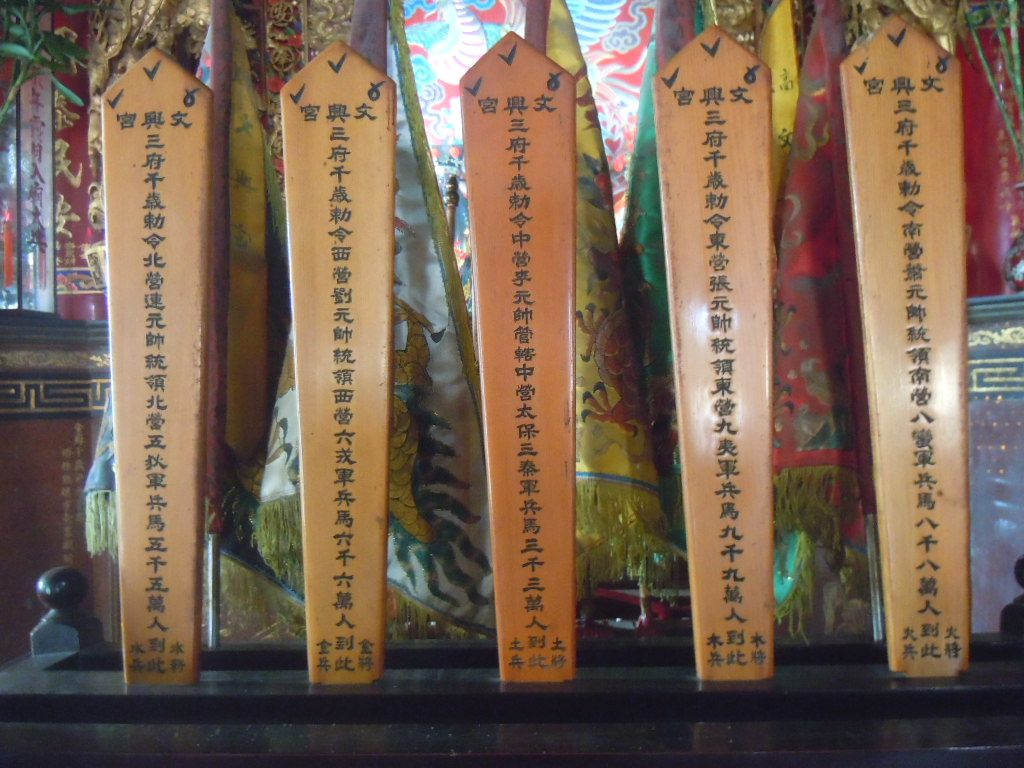
五營元帥令牌

五營信仰是道教以至於民間信仰的重要一環，台灣民間信仰中的神明結構，其創作模式一以傳統帝王的君主制政體為範本， 自有一套分工精細、組織嚴密的神政體系。   
最早是由玉皇大帝是掌理三界的最高統治者，下設文職與武職兩大官系；武職官系又分為「情治系統」和「軍事系統」兩支，前者如城隍組織，掌管三度空間的秩序維護，後者則包括天兵（36天罡）、地兵（72地煞）和五營神兵，專責擔負陰陽兩界的作戰防禦。如果說合稱為「神軍」的天兵、地兵是中央軍的話，那麼五營神兵就是地方的防衛部隊了。       
臺灣因係移民社會，信仰沿襲原鄉中國大陸，自是承襲這套五營信仰於生活中；不過，後來也因地制宜，逐漸在地化，形成臺灣民間信仰的重要元素，尤以和王爺信仰、城隍信仰與聚落（庄頭；自然村落）的結合，更突顯台灣五營信仰的本土化。
「五營旗」不但是內五營的主要象徵物，表示「五營兵馬在此」，同時也是法師或乩童調營遣將的作法信物，通常與「五寶」搭配使用。

## 部署
2007年陳桂蘭《臺灣民宅的辟邪物》提及五營神將名字為「張蕭劉連李」，分別是東營營長張基清，南營營長蕭其明、西營營長劉武秀、北營營長連忠宮、中營元帥李哪吒。

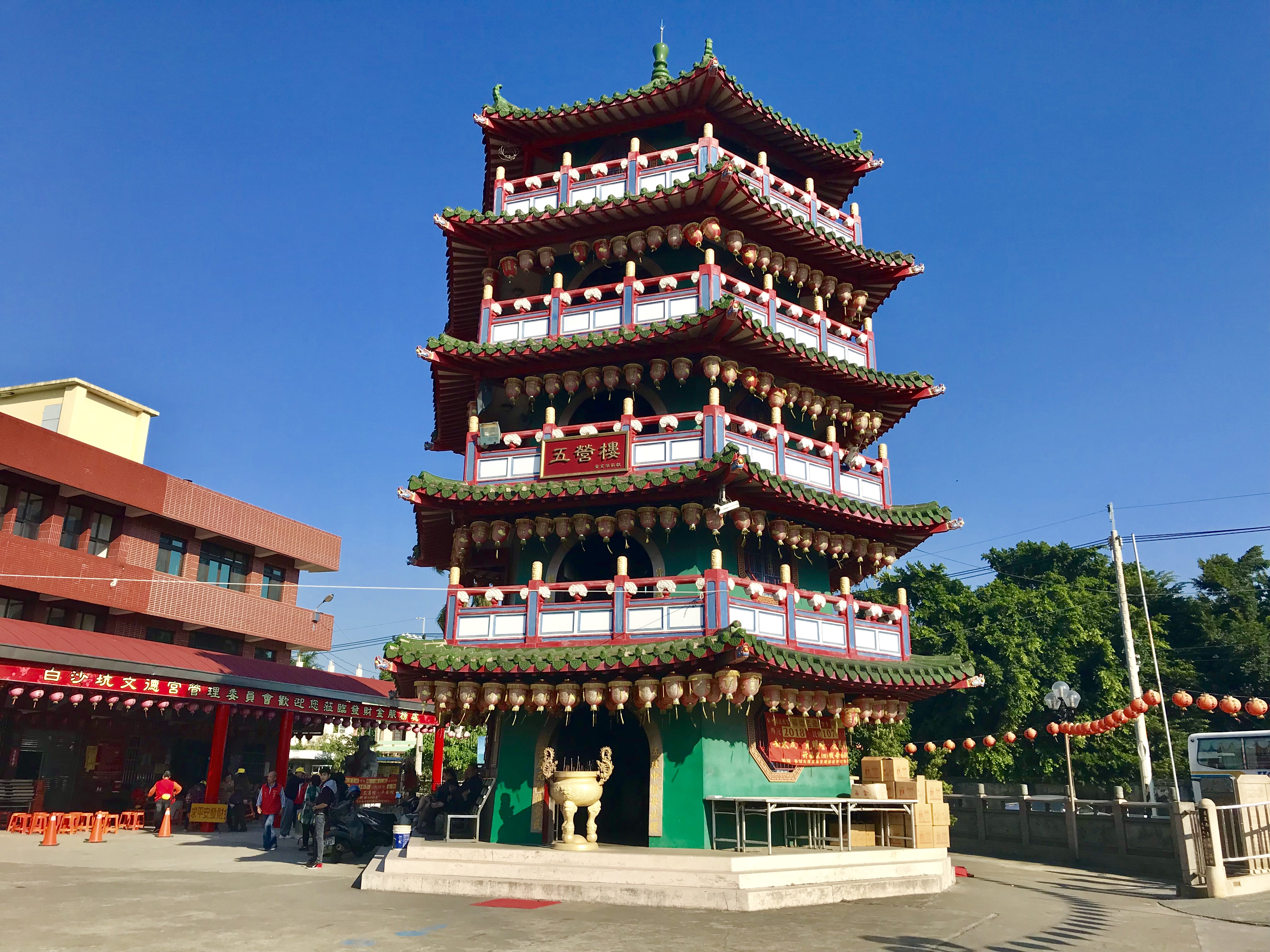
白沙坑文德宮五營樓

五營分為「內五營」和「外五營」，即是在五個方位布署的營陣，其設置有大有小、有廣有近。大者、廣者有以鄉間村落為單位，於村頭村尾之五方各設置一營；其次以宮廟為單位，在宮廟五方各設置一營；小者、近者為集中設置一處代表五營，於廟埕建有五營厝，也有在部份宮廟壇上安置五營旗。
新營車站為全台灣唯一設有五營的車站。
東營大將軍廟是全臺灣最大的營頭。

## 型態
台灣的五營最常以五營斗的形式呈現，內置青、紅、黑、白、黃五支旗子象徵五營，並設有五營將領之人偶造像，中置令牌代表主神。簡單的為一棟紅色方形帶屋簷的1.2～1.6公尺高房子。較大的會帶有裝飾物，或擺設桌椅茶水，甚至接電裝上神明燈。也有單純使用神位、神圖、符咒、令牌、小神像、木偶頭像等作為象徵的。
- 令牌：三角尖頂的長方木牌，上繪蟒龍圖或套上龍圖繡套，上書主神尊稱，有如王令，象徵主神，一般都插立於斗座之中央。

- 五營旗：亦稱五方旗、五色旗或營首旗，是依五營五色而設的三角旗幟，各旗皆載明該營的元帥之稱號、士兵與戰馬數目，通常依方位插於斗座四方。

- 五營首：亦是依五營五色而設的小木偶頭像，一般都是人首鍼身，也有著布袋戲裝。其配置各廟不一，有四種齊備者，亦有兩種或三種安奉者，亦有單一種安奉者。[3]
- 內外營：以臺灣民俗信仰而言，五營的構成又分為兩部分：內營神兵神將為正神之進衛軍的概念；外營則是以該廟之方圓為範圍，設置於村莊的五個方位地點。

| 外五營主神                                                               | 內五營主神 | 方位       | 代表色 | 代表神獸     |
| ------------------------------------------------------------------------ | ---------- | ---------- | ------ | ------------ |
| 張元帥                                                                   | 溫元帥     | 東營       | 青色   | 青龍         |
| 蕭元帥                                                                   | 康元帥     | 南營       | 紅色   | 朱雀         |
| 劉元帥                                                                   | 馬元帥     | 西營       | 白色   | 白虎         |
| 連元帥                                                                   | 趙元帥     | 北營       | 黑色   | 玄武（龜蛇） |
|                                                                          | 李元帥     | 中營、中壇 | 黃色   | 麒麟         |
| 註：以上為台灣五營常見布置，但隨著地方不同，五營可能會有其他細節的差異。 |            |            |        |              |

## 圖輯

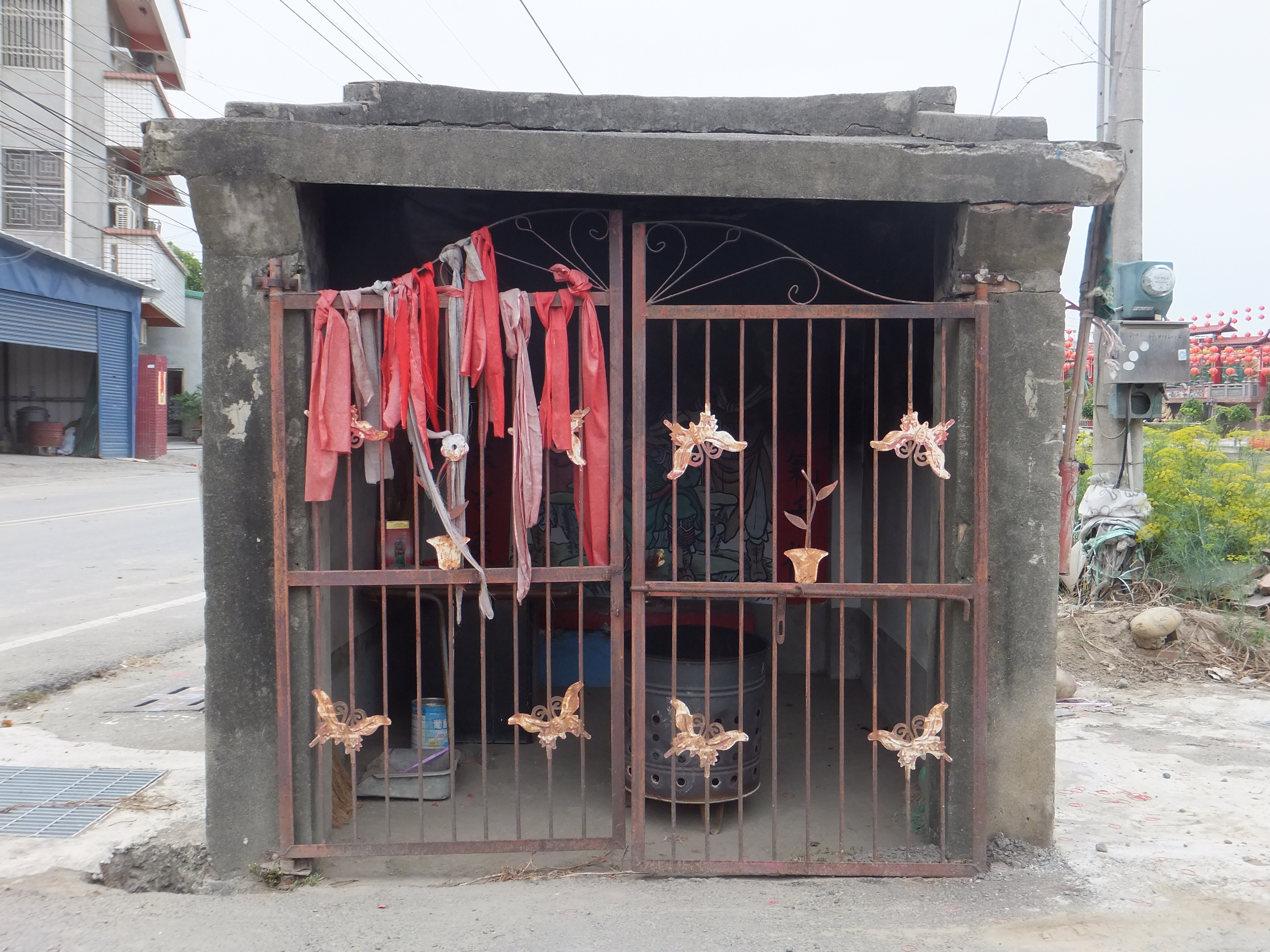
五營神將東營
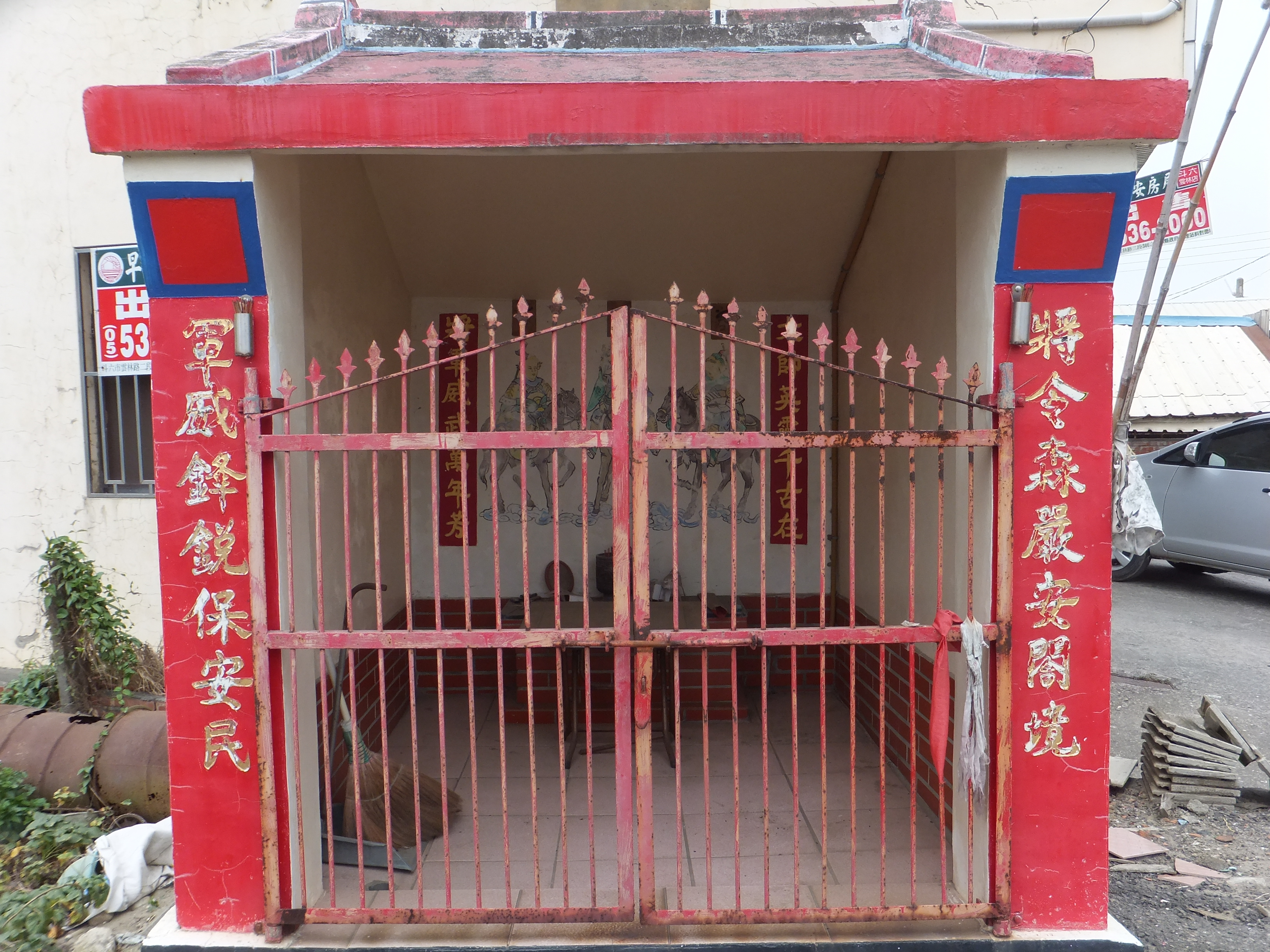
五營神將西營
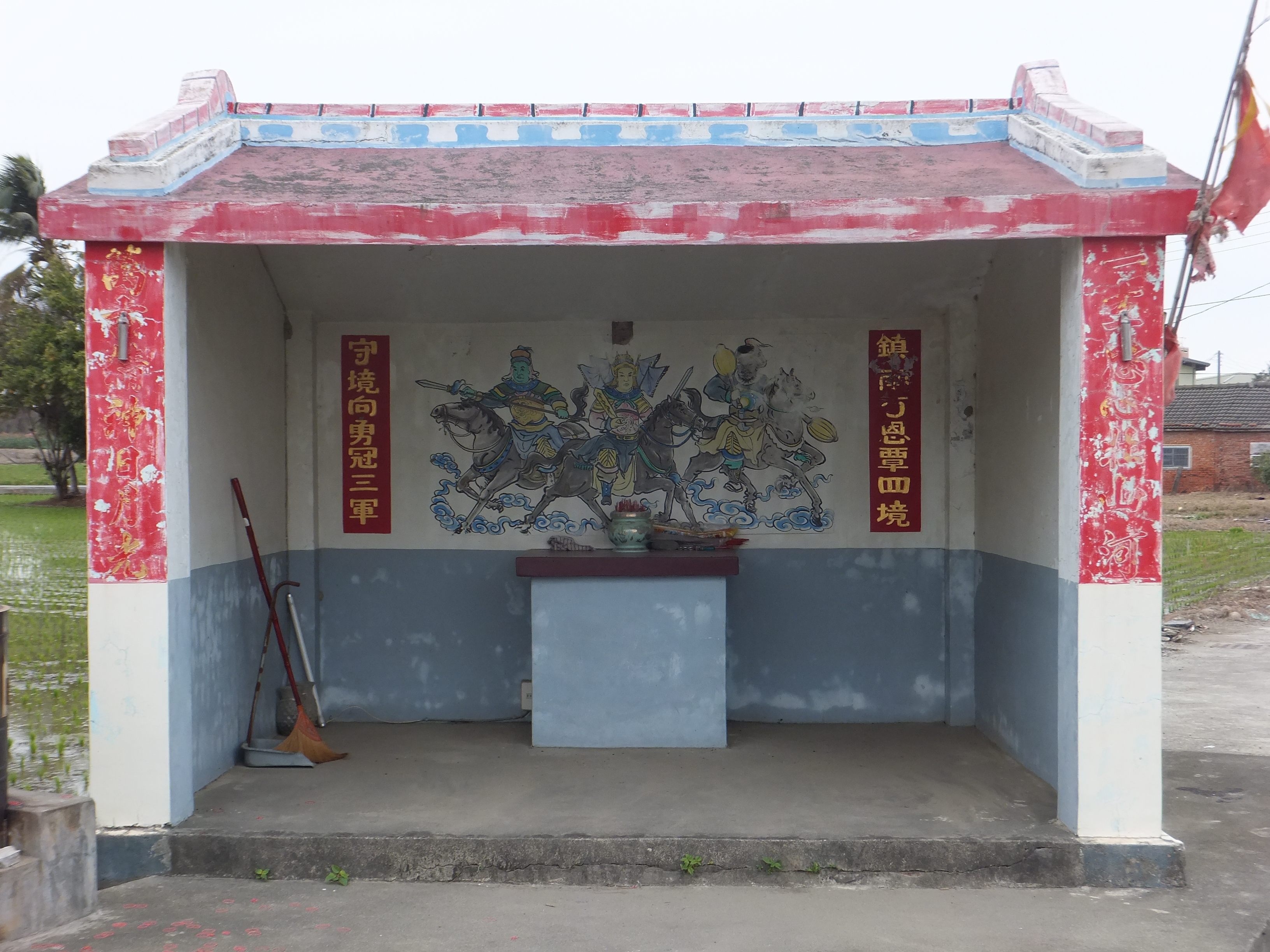
五營神將南營
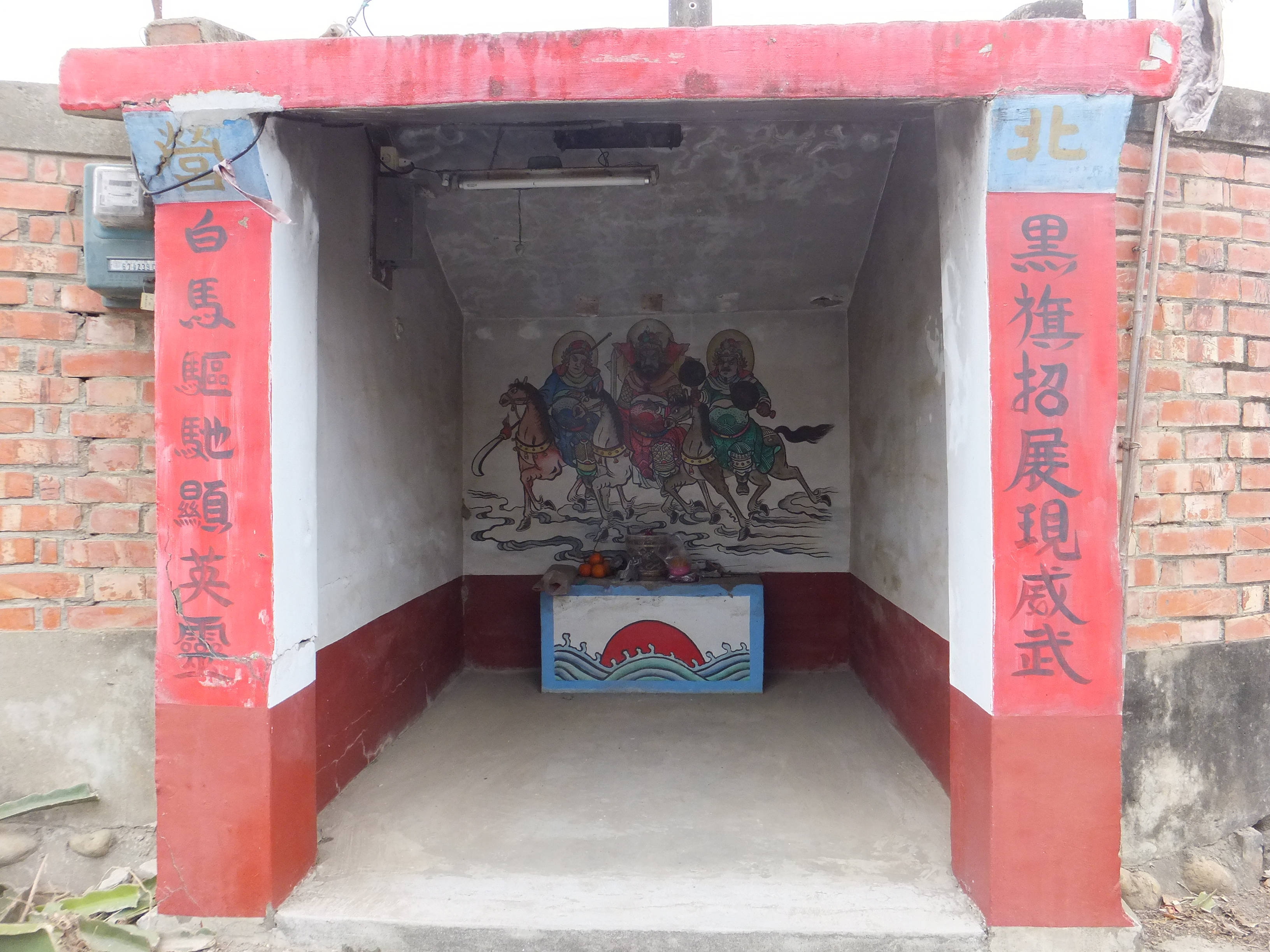
五營神將北營
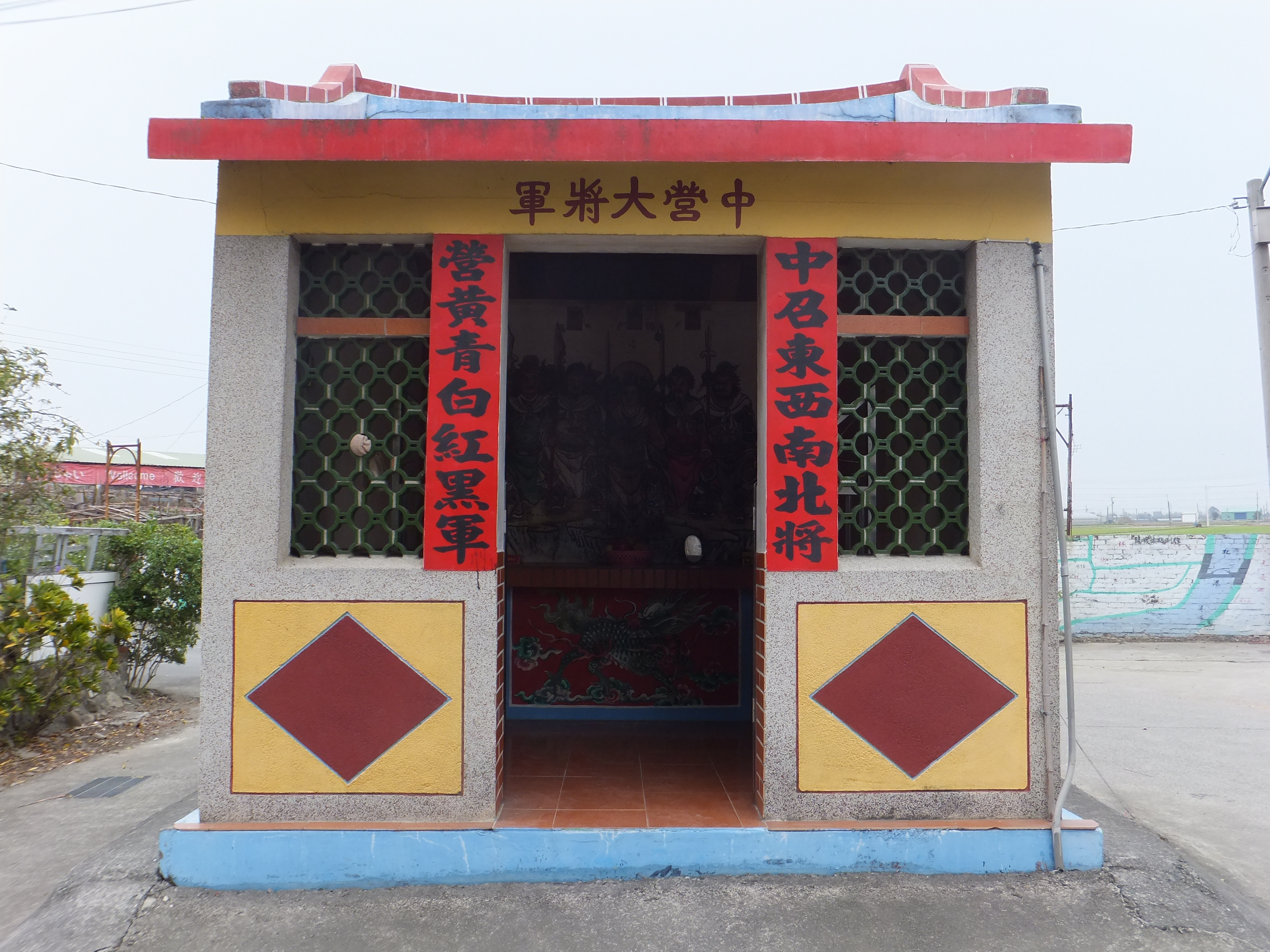
五營神將中營
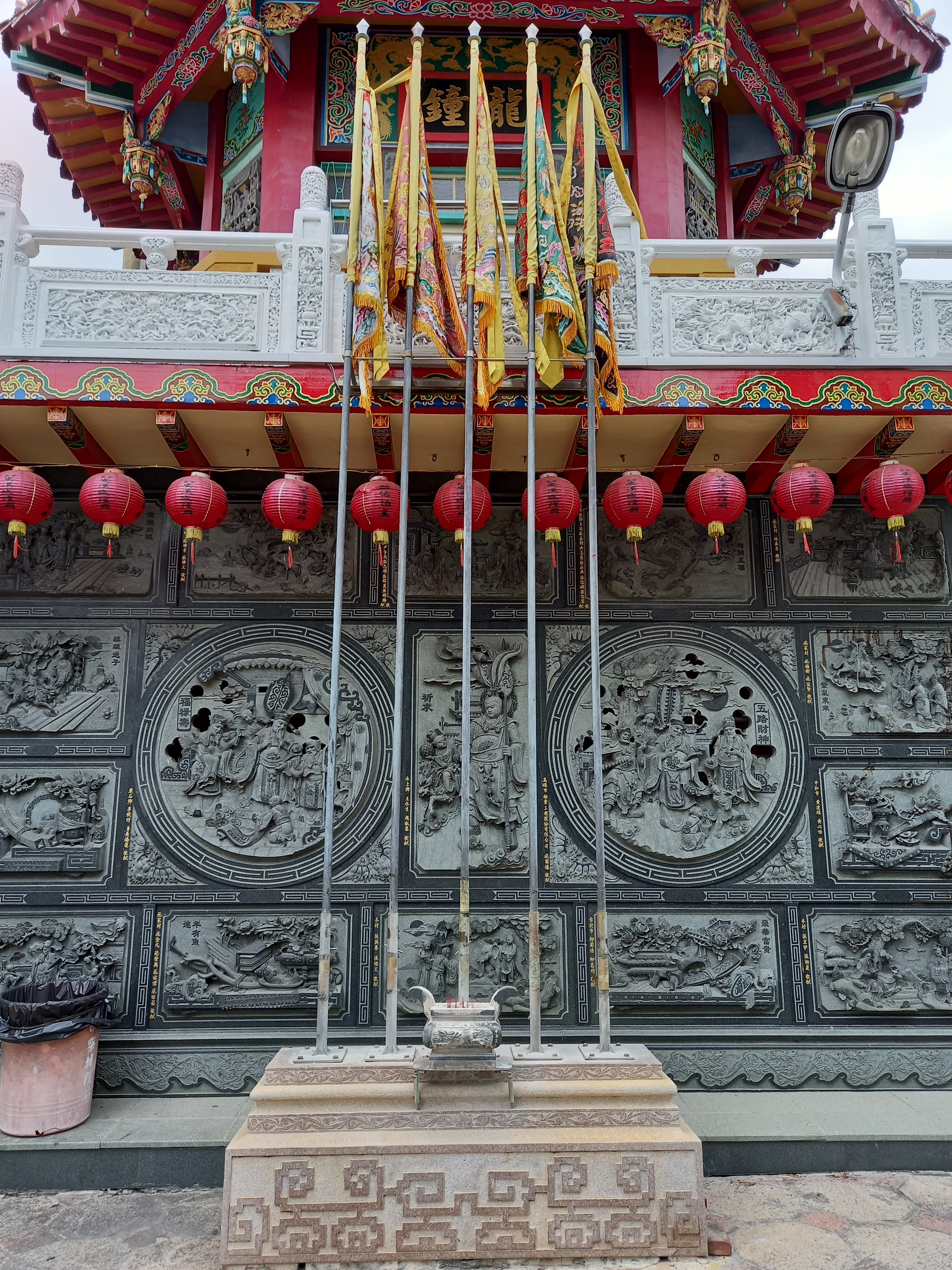
一處五營旗座
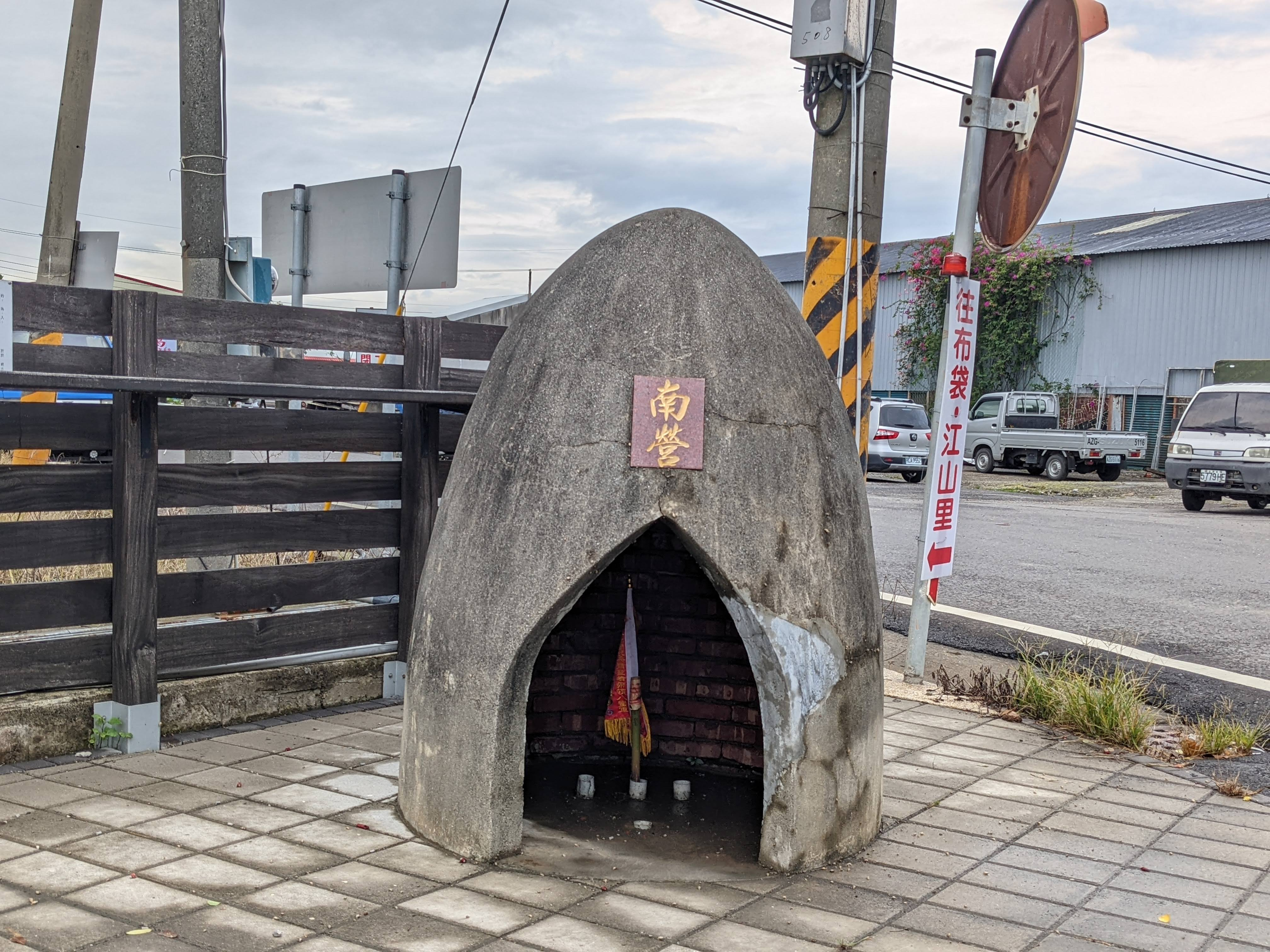
特殊砲彈造型五營（嘉義縣布袋鎮菜舖里聖天宮）